# 삐뽀사루 겟츄
《삐뽀사루 겟츄!》는 재팬 스튜디오가 주로 개발하고 소니 컴퓨터 엔터테인먼트가 배급한 일련의 비디오 게임 시리즈이다. 1999년 플레이스테이션으로 출시한 《삐뽀사루 겟츄!》로 시작했다. 일본판 제목은 《사루 겟츄》, 영어판 제목은 《에이프 이스케이프》이다.
플랫폼 게임 요소를 위주로 다양한 원숭이 관련 농담과 대중문화 패러디를 조합한 것이 특징이다.

## 게임
| 1999 | 삐뽀사루 겟츄!                                        |
| 2000 |                                                       |
| 2001 | 삐뽀 사루 2001                                        |
| 2002 | 삐뽀사루 겟츄! 2                                      |
| 2003 |                                                       |
| 2004 | 가차 메카 스타디움 사루 배틀                          |
| 2004 | 삐뽀사루 아이토이: 모두가 왁자지껄! 신나는 파티게임!! |
| 2004 | 삐뽀사루 아카데미아: 사고뭉치능력평가 완전정복        |
| 2005 | 삐뽀사루 겟츄 P!                                      |
| 2005 | 삐뽀사루 겟츄! 3                                      |
| 2005 | 삐뽀사루 아카데미아 2: 카드로 배틀해 보실라우끼끼?    |
| 2006 | 사루 겟츄! 밀리언 몽키즈                              |
| 2006 | 사루 겟츄! 삐뽀사루 레이서                            |
| 2007 | 사루 겟츄 사루사루 대작전                             |
| 2008 | 사루 겟츄 삐뽀사루 전기                               |
| 2009 |                                                       |
| 2010 | 삐뽀사루 겟츄~!!                                      |

1999년 발매된 《삐뽀사루 겟츄!》는 듀얼쇼크 컨트롤러 전용으로 발매된 첫 번째 플레이스테이션 게임이었다.

### 내용주
1. ↑  일본어: サルゲッチュ
2. ↑  영어: Ape Escape

### 참조주
1. ↑  Bankhurst, Adam. “The Evolution of the PlayStation Controller”. IGN. 2022년 5월 11일에 확인함.